# 菅直人內閣 (第二次改組)
菅直人第二次改組内閣（日语：／*/?）是日本眾議院議員、民主黨代表菅直人就任第94任內閣總理大臣（首相）後，自2011年1月14日至2011年9月2日組成的內閣。

## 國務大臣
| 職名                                                                        | 姓名 | 姓名       | 所屬議院 所屬政黨                       | 擔當事項等                                                        |
| --------------------------------------------------------------------------- | ---- | ---------- | --------------------------------------- | ----------------------------------------------------------------- |
| 內閣總理大臣                                                                |      | 菅直人     | 眾議院 民主黨 （菅集團）                |                                                                   |
| 總務大臣 內閣府特命擔當大臣 （地域主權推進擔當）                            |      | 片山善博   | 民間                                    | 地域活性化擔當                                                    |
| 法務大臣                                                                    |      | 江田五月   | 參議院 民主黨 （菅集團）                | 內閣總理大臣臨時代理就任順位第2位                                 |
| 外務大臣                                                                    |      | 前原誠司   | 眾議院 民主黨 （前原集團）              | 內閣總理大臣臨時代理就任順位第3位 2011年3月7日辭任                |
| 外務大臣                                                                    |      | 枝野幸男   | 眾議院 民主黨 （前原集團） （菅集團）   | 臨時代理（2011年3月7日－3月8日）                                  |
| 外務大臣                                                                    |      | 松本剛明   | 眾議院 民主黨 （野田集團） （樽床集團） | 2011年3月9日任命                                                  |
| 財務大臣                                                                    |      | 野田佳彥   | 眾議院 民主黨 （野田集團）              |                                                                   |
| 文部科學大臣                                                                |      | 髙木義明   | 眾議院 民主黨 （川端集團）              | 國立國會圖書館聯絡調整委員會委員                                  |
| 厚生勞動大臣                                                                |      | 細川律夫   | 眾議院 民主黨 （菅集團）                | 內閣總理大臣臨時代理就任順位第5位                                 |
| 農林水產大臣                                                                |      | 鹿野道彥   | 眾議院 民主黨 （羽田集團）              | 內閣總理大臣臨時代理就任順位第4位                                 |
| 經濟產業大臣 內閣府特命擔當大臣                                             |      | 海江田萬里 | 眾議院 民主黨 （鳩山集團）              | 原子力經濟被害擔當（2011年4月11日任命）                           |
| 國土交通大臣                                                                |      | 大畠章宏   | 眾議院 民主黨 （鳩山集團）              | 海洋政策擔當                                                      |
| 環境大臣                                                                    |      | 松本龍     | 眾議院 民主黨 （橫路集團）              | 2011年6月27日退任                                                 |
| 環境大臣                                                                    |      | 江田五月   | 參議院 民主黨 （菅集團）                | 2011年6月27日任命                                                 |
| 防衛大臣                                                                    |      | 北澤俊美   | 參議院 民主黨 （菅集團）                |                                                                   |
| 內閣官房長官 內閣府特命擔當大臣 （沖繩及北方政策擔當）                      |      | 枝野幸男   | 眾議院 民主黨 （前原集團） （菅集團）   | 內閣總理大臣臨時代理就任順位第1位                                 |
| 國家公安委員會委員長                                                        |      | 中野寛成   | 參議院 民主黨 （菅集團）                | 綁架問題擔當 公務員制度改革擔當 內閣總理大臣臨時代理就任順位第5位 |
| 內閣府特命擔當大臣 （防災擔當）                                             |      | 松本龍     | 眾議院 民主黨 （橫路集團）              | 東日本大震災復興對策擔當 2011年7月5日辭任                         |
| 內閣府特命擔當大臣 （防災擔當）                                             |      | 平野達男   | 參議院 民主黨 （小澤集團） （玄葉集團） | 東日本大震災復興對策擔當                                          |
| 內閣府特命擔當大臣 （金融擔當）                                             |      | 自見庄三郎 | 參議院 國民新黨                         | 郵政改革擔當                                                      |
| 內閣府特命擔當大臣 （消費者及食品安全擔當）                                 |      | 村田蓮舫   | 參議院 民主黨 （野田集團）              | 節電啟發擔當（2011年3月13日任命） 2011年6月27日退任               |
| 內閣府特命擔當大臣 （消費者及食品安全擔當）                                 |      | 細野豪志   | 眾議院 民主黨 （前原集團）              | 節電啟發擔當 原發事故收拾及防止再發生擔當 2011年6月27日任命       |
| 內閣府特命擔當大臣 （少子化擔當） （男女共同參畫擔當） （經濟財政政策擔當） |      | 與謝野馨   | 眾議院 無所屬                           | 社會保障和稅一體改革擔當                                          |
| 內閣府特命擔當大臣 （科學技術政策擔當） （「新的公共」擔當）                |      | 玄葉光一郎 | 眾議院 民主黨 （玄葉集團）              | 宇宙開發擔當 國家戰略擔當                                         |
| 內閣府特命擔當大臣 （行政刷新擔當）                                         |      | 村田蓮舫   | 參議院 民主黨 （野田集團）              | 2011年6月27日退任                                                 |
| 內閣府特命擔當大臣 （行政刷新擔當）                                         |      | 枝野幸男   | 眾議院 民主黨 （前原集團） （菅集團）   | 2011年6月27日任命                                                 |
| 內閣府特命擔當大臣 （原子力損害賠償支援機構擔當）                           |      | 細野豪志   | 眾議院 民主黨 （前原集團）              | 2011年8月10日任命                                                 |

## 內閣官房副長官、內閣法制局長官
- 除指明外，於2011年1月14日任命。

| 職位           | 姓名       | 擔當     | 所屬等                      | 備註              |
| -------------- | ---------- | -------- | --------------------------- | ----------------- |
| 內閣官房副長官 | 藤井裕久   | 政務擔當 | 眾議院／民主黨 （小澤集團） | 2011年3月17日退任 |
| 內閣官房副長官 | 仙谷由人   | 政務擔當 | 眾議院／民主黨 （前原集團） | 2011年3月17日任命 |
| 內閣官房副長官 | 福山哲郎   | 政務擔當 | 參議院／民主黨 （前原集團） | 續任              |
| 內閣官房副長官 | 瀧野欣彌   | 事務擔當 | 原總務事務次官              | 續任              |
| 內閣法制局長官 | 梶田信一郎 |          | 原內閣法制次長              | 續任              |

## 副大臣
- 除指明外，於2011年1月18日任命。

| 職位           | 姓名       | 所屬                       |                       |
| -------------- | ---------- | -------------------------- | --------------------- |
| 內閣府副大臣   | 東祥三     | 眾議院／民主黨（小澤集團） | 續任                  |
| 內閣府副大臣   | 末松義規   | 眾議院／民主黨（菅集團）   | 續任                  |
| 內閣府副大臣   | 平野達男   | 眾議院／民主黨（小澤集團） | 續任 2011年7月5日退任 |
| 內閣府副大臣   | 山口壯     | 眾議院／民主黨（玄葉集團） | 2011年7月5日任命      |
| 總務副大臣     | 鈴木克昌   | 眾議院／民主黨（小澤集團） | 續任                  |
| 總務副大臣     | 平岡秀夫   | 眾議院／民主黨（菅集團）   | 續任                  |
| 法務副大臣     | 小川敏夫   | 眾議院／民主黨（菅集團）   | 續任                  |
| 外務副大臣     | 伴野豐     | 眾議院／民主黨             | 續任                  |
| 外務副大臣     | 松本剛明   | 眾議院／民主黨（野田集團） | 續任 2011年3月9日退任 |
| 外務副大臣     | 高橋千秋   | 眾議院／民主黨（鳩山集團） | 2011年3月10日任命     |
| 財務副大臣     | 五十嵐文彥 | 眾議院／民主黨             | 續任                  |
| 財務副大臣     | 櫻井充     | 參議院／民主黨             | 續任                  |
| 文部科學副大臣 | 笹木龍三   | 眾議院／民主黨             | 續任                  |
| 文部科學副大臣 | 鈴木寬     | 眾議院／民主黨（鳩山集團） | 續任                  |
| 厚生勞動副大臣 | 小宮山洋子 | 眾議院／民主黨（前原集團） | 續任                  |
| 厚生勞動副大臣 | 大塚耕平   | 參議院／民主黨             |                       |
| 農林水産副大臣 | 篠原孝     | 眾議院／民主黨             | 續任                  |
| 農林水産副大臣 | 筒井信隆   | 眾議院／民主黨（橫路集團） | 續任                  |
| 經濟産業副大臣 | 池田元久   | 眾議院／民主黨（菅集團）   | 續任                  |
| 經濟産業副大臣 | 松下忠洋   | 眾議院／國民新黨           | 續任                  |
| 國土交通副大臣 | 三井辨雄   | 眾議院／民主黨（樽床集團） | 續任                  |
| 國土交通副大臣 | 池口修次   | 參議院／民主黨             | 續任                  |
| 環境副大臣     | 近藤昭一   | 眾議院／民主黨             | 續任                  |
| 防衛副大臣     | 小川勝也   | 參議院／民主黨             |                       |

## 大臣政務官
- 除指明外，於2011年1月18日任命。

| 職位               | 姓名       | 所屬等                     | 備註                   |
| ------------------ | ---------- | -------------------------- | ---------------------- |
| 內閣府大臣政務官   | 阿久津幸彥 | 眾議院／民主黨（菅集團）   | 續任                   |
| 內閣府大臣政務官   | 園田康博   | 眾議院／民主黨（羽田集團） | 續任                   |
| 內閣府大臣政務官   | 和田隆志   | 眾議院／民主黨             | 續任                   |
| 總務大臣政務官     | 內山晃     | 眾議院／民主黨（小澤集團） | 續任 2011年6月27日辭任 |
| 總務大臣政務官     | 濱田和幸   | 參議院／無所屬             | 2011年6月27日任命      |
| 總務大臣政務官     | 逢坂誠二   | 眾議院／民主黨             | 續任                   |
| 總務大臣政務官     | 森田高     | 參議院／國民新黨           | 續任                   |
| 法務大臣政務官     | 黑岩宇洋   | 眾議院／民主黨             | 續任                   |
| 外務大臣政務官     | 菊田真紀子 | 眾議院／民主黨             | 續任                   |
| 外務大臣政務官     | 山花郁夫   | 眾議院／民主黨（橫路集團） | 續任                   |
| 外務大臣政務官     | 德永久志   | 參議院／民主黨（前原集團） | 續任                   |
| 財務大臣政務官     | 吉田泉     | 眾議院／民主黨（鳩山集團） | 續任                   |
| 財務大臣政務官     | 尾立源幸   | 參議院／民主黨             | 續任                   |
| 文部科學大臣政務官 | 笠浩史     | 眾議院／民主黨             | 續任                   |
| 文部科學大臣政務官 | 林久美子   | 參議院／民主黨             | 續任                   |
| 厚生勞動大臣政務官 | 岡本充功   | 眾議院／民主黨             | 續任                   |
| 厚生勞動大臣政務官 | 小林正夫   | 參議院／民主黨             | 續任                   |
| 農林水產大臣政務官 | 田名部匡代 | 眾議院／民主黨             | 續任                   |
| 農林水產大臣政務官 | 松木謙公   | 眾議院／民主黨（小澤集團） | 續任 2011年2月24日辭任 |
| 農林水產大臣政務官 | 吉田公一   | 眾議院／民主黨（鳩山集團） | 2011年2月25日任命      |
| 經濟產業大臣政務官 | 田嶋要     | 眾議院／民主黨             | 續任                   |
| 經濟產業大臣政務官 | 中山義活   | 眾議院／民主黨（鳩山集團） | 續任                   |
| 國土交通大臣政務官 | 市村浩一郎 | 眾議院／民主黨             | 續任                   |
| 國土交通大臣政務官 | 小泉俊明   | 眾議院／民主黨             | 續任                   |
| 國土交通大臣政務官 | 津川祥吾   | 眾議院／民主黨（無派閥）   | 續任                   |
| 環境大臣政務官     | 樋高剛     | 眾議院／民主黨（小澤集團） | 續任                   |
| 防衛大臣政務官     | 松本大輔   | 眾議院／民主黨             | 續任                   |
| 防衛大臣政務官     | 廣田一     | 參議院／民主黨             | 續任                   |

## 內閣總理大臣補佐官
- 除指明外，於2011年1月18日任命。

| 職位               | 姓名     | 擔當 | 所屬等                     | 備註                                |
| ------------------ | -------- | --- | -------------------------- | ----------------------------------- |
| 內閣總理大臣補佐官 | 加藤公一 | 國家戰略及國會對策擔當                                                                                                 | 眾議院、民主黨（菅集團）   | 續任 2011年3月17日退任              |
| 內閣總理大臣補佐官 | 寺田學   | 行政刷新及宣傳擔當 | 眾議院、民主黨（菅集團）   | 續任 2011年3月26日退任              |
| 內閣總理大臣補佐官 | 馬淵澄夫 | 應對東日本大震災的災害及核電廠事故擔當                                                                                 | 眾議院、民主黨（無派閥）   | 2011年3月26日任命 2011年6月27日退任 |
| 內閣總理大臣補佐官 | 細野豪志 | 社會保障、稅一體改革及國會對策擔當 （-2011年4月16日） 原子力発電所事故全般についての対応及び広報担当（2011年4月16日-） | 眾議院、民主黨（前原集團） | 2011年6月27日退任                   |
| 內閣總理大臣補佐官 | 芝博一   | 政治主導－政策運營及國會對策擔當                                                                                       | 參議院、民主黨             |                                     |
| 內閣總理大臣補佐官 | 辻元清美 | 災害志工活動擔當 | 眾議院、無所屬             | 2011年3月13日任命                   |
| 內閣總理大臣補佐官 | 藤井裕久 | 社會保障、稅一體改革及省廳間調整擔當                                                                                   | 眾議院、民主黨（小澤集團） | 2011年3月17日任命                   |
| 內閣總理大臣補佐官 | 村田蓮舫 | 消費者及食品安全、行政刷新擔當                                                                                         | 眾議院、民主黨（野田集團） | 2011年6月27日任命                   |
| 內閣總理大臣補佐官 | 龜井靜香 | 全部內閣重要政策擔當                                                                                                   | 眾議院、国民新黨           | 国民新黨代表 2011年6月27日任命      |